# 테이퍼링
테이퍼링(tapering)은 정부가 경제 위기에 대처하기 위해 취했던 완화의 규모를 경제에 미치는 부작용을 최소화하면서 점진적으로 축소해 나가는 전략을 말한다. 출구 전략의 일종이다.
사전적 의미에서 테이퍼링(tapering)은 "점점 가늘어지다", "끝이 뾰족해지다"라는 뜻이다. 테이퍼링이라는 용어는 2013년 5월 23일 벤 버냉키 미국 연방 준비 제도 의장이 의회 증언 도중에 언급하면서 유명한 말이 되었다.
정부는 경제 위기에 대처하기 위해 이자율을 낮추고 채권을 매입하는 등의 방법으로 시장에 통화량을 증가시키는 정책을 취한다. 이러한 양적 완화 정책이 어느 정도 효과를 달성하여 경제가 회복되기 시작할 때, 정부는 출구 전략의 일환으로서 그동안 매입하던 채권의 규모를 점진적으로 축소하는 정책을 취하는데, 이것이 테이퍼링이다. 그런 점에서 테이퍼링은 '양적 완화 축소'라고 해석할 수 있다. 테이퍼링은 출구 전략의 일종이지만 출구 전략과 동일한 의미는 아니다. 정부는 출구 전략을 시행하기 위해 채권 매입 규모를 축소하는 테이퍼링 정책 이외에도 은행 이자율을 올리는 등 다른 방법으로도 통화량을 축소할 수 있다.

## 같이 보기
- 양적 완화
- 출구 전략